# Ipswich Town FC
Ipswich Town Football Club (engleză ˈɪpswɪtʃ ˈtaʊn), cunoscut și ca Ipswich sau Town, este un club de fotbal din Ipswich, Anglia, care evoluează în EFL Championship.
Clubul a fost fondat în 1878 dar nu a fost un club profesionist de fotbal până în anul 1936, ulterior fiind invitat în Football League în 1938. Echipa joacă meciurile de acasă pe stadionul Portman Road din Ipswich. Este singurul club de fotbal profesionist din Suffolk, având o rivalitate foarte veche cu echipa Norwich City din Norfolk, cu care a disputat derbyul englez de vest, jucând 138 de meciuri din 1902.
Ipswich a câștigat o singură dată Prima Ligă Engleză, în sezonul 1961–62, și a încheiat sezonul pe locul secund de două ori în sezoanele 1980–81 și 1981-82. Clubul a mai câștigat Cupa Angliei în sezonul 1977-78, și Cupa UEFA în 1980–81.

## Istorie
Ipswich Town FC a fost fondat în anul 1878, ca un club de amatori. Clubul de fotbal era cunoscut cu denumirea de Ipswich A.F.C.. până în anul 1888, când au fuzionat cu Ipswich Rugby Club pentru a forma Ipswich Town Fotbal Club. Echipa a câștigat multe competiții locale, incluzând Suffolk Challenge Cup și Suffolk Senior Cup. Ei au intrat în Southern Amateur League în 1907 și, cu rezultate bune, au devenit campioni în sezonul 1921-22 Clubul a mai câștigat liga de trei ori, în sezoanele 1929–30, 1932–33 și 1933-34. Următorul sezon Ipswich Town a devenit membru fondator al Eastern Counties Football League. Un an mai târziu, Ipswich Town s-a transformat într-un club de fotbal profesionist și s-a alăturat Southern League, în care a câștigat primul loc în primul sezon și al treilea loc în următorul.

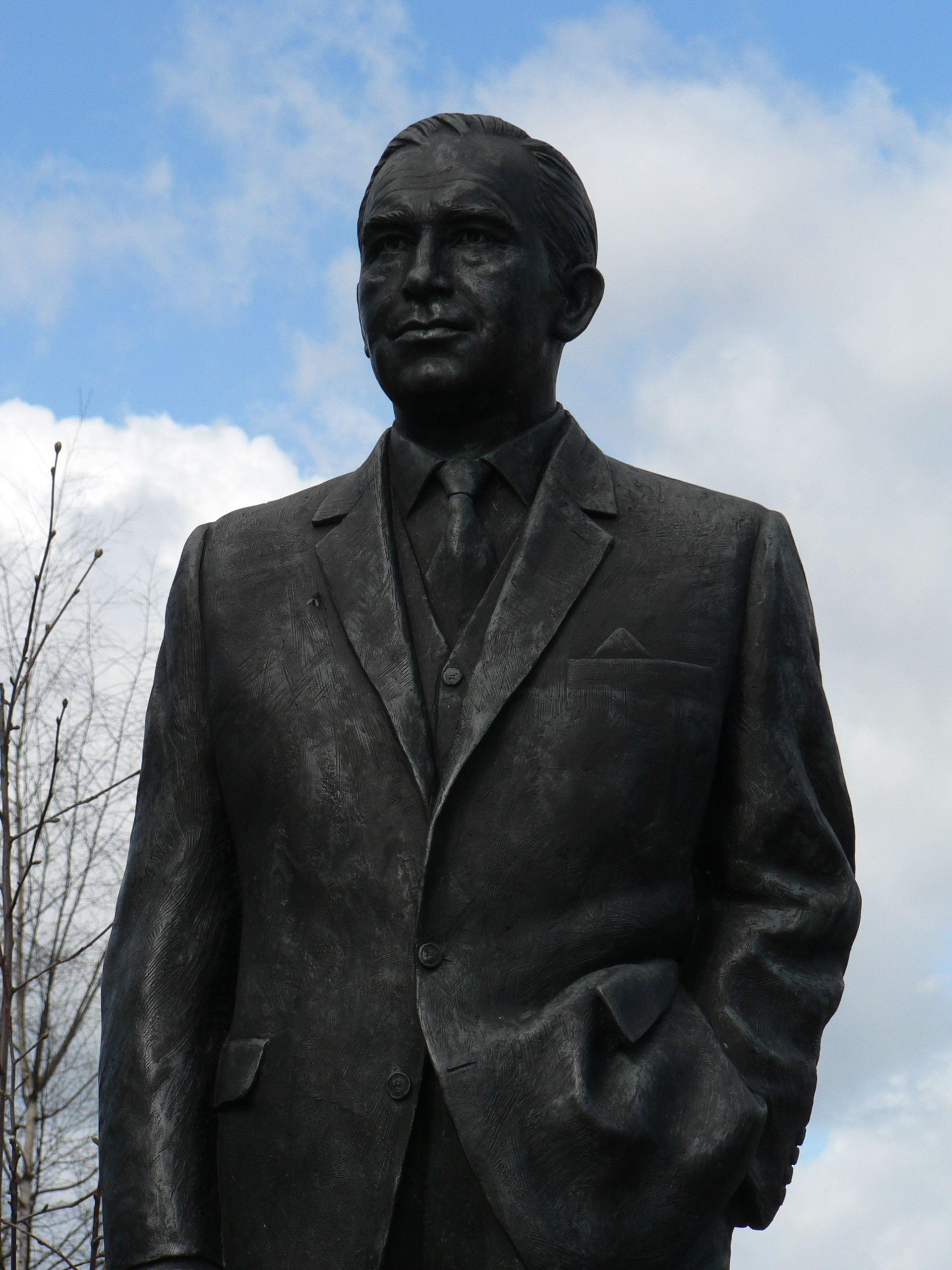
Statuia lui Sir Alf Ramsey la Portman Road.

## Jucători

### Lotul actual
La 4 iunie 2025.
| Nr. |                   | Poziție | Jucător             |
| --- | ----------------- | ------- | ------------------- |
| 1   | Kosovo            | P       | Arijanet Muric      |
| 2   | Anglia            | F       | Harry Clarke        |
| 3   | Anglia            | F       | Leif Davis          |
| 5   | Egipt             | M       | Sam Morsy (căpitan) |
| 6   | Anglia            | F       | Luke Woolfenden     |
| 7   | Țara Galilor      | M       | Wes Burns           |
| 10  | Anglia            | A       | Conor Chaplin       |
| 13  | Scoția            | P       | Cieran Slicker      |
| 14  | Republica Irlanda | M       | Jack Taylor         |
| 15  | Australia         | F       | Cameron Burgess     |
| 16  | Irak              | A       | Ali Al-Hamadi       |
| 18  | Anglia            | F       | Ben Johnson         |
| 20  | Anglia            | A       | Omari Hutchinson    |
| 21  | Republica Irlanda | A       | Chiedozie Ogbene    |

| Nr. |                           | Poziție | Jucător           |
| --- | ------------------------- | ------- | ----------------- |
| 22  | Anglia                    | F       | Conor Townsend    |
| 23  | Republica Irlanda         | A       | Sammie Szmodics   |
| 24  | Anglia                    | F       | Jacob Greaves     |
| 26  | Republica Irlanda         | F       | Dara O'Shea       |
| 27  | Scoția                    | A       | George Hirst      |
| 28  | Anglia                    | P       | Christian Walton  |
| 29  | Anglia                    | A       | Jaden Philogene   |
| 30  | Anglia                    | M       | Cameron Humphreys |
| 31  | Anglia                    | P       | Alex Palmer       |
| 33  | Țara Galilor              | A       | Nathan Broadhead  |
| 40  | Republica Democrată Congo | F       | Axel Tuanzebe     |
| 47  | Anglia                    | A       | Jack Clarke       |
|     | Indonezia                 | F       | Elkan Baggott     |

### Împrumutați la alte echipe

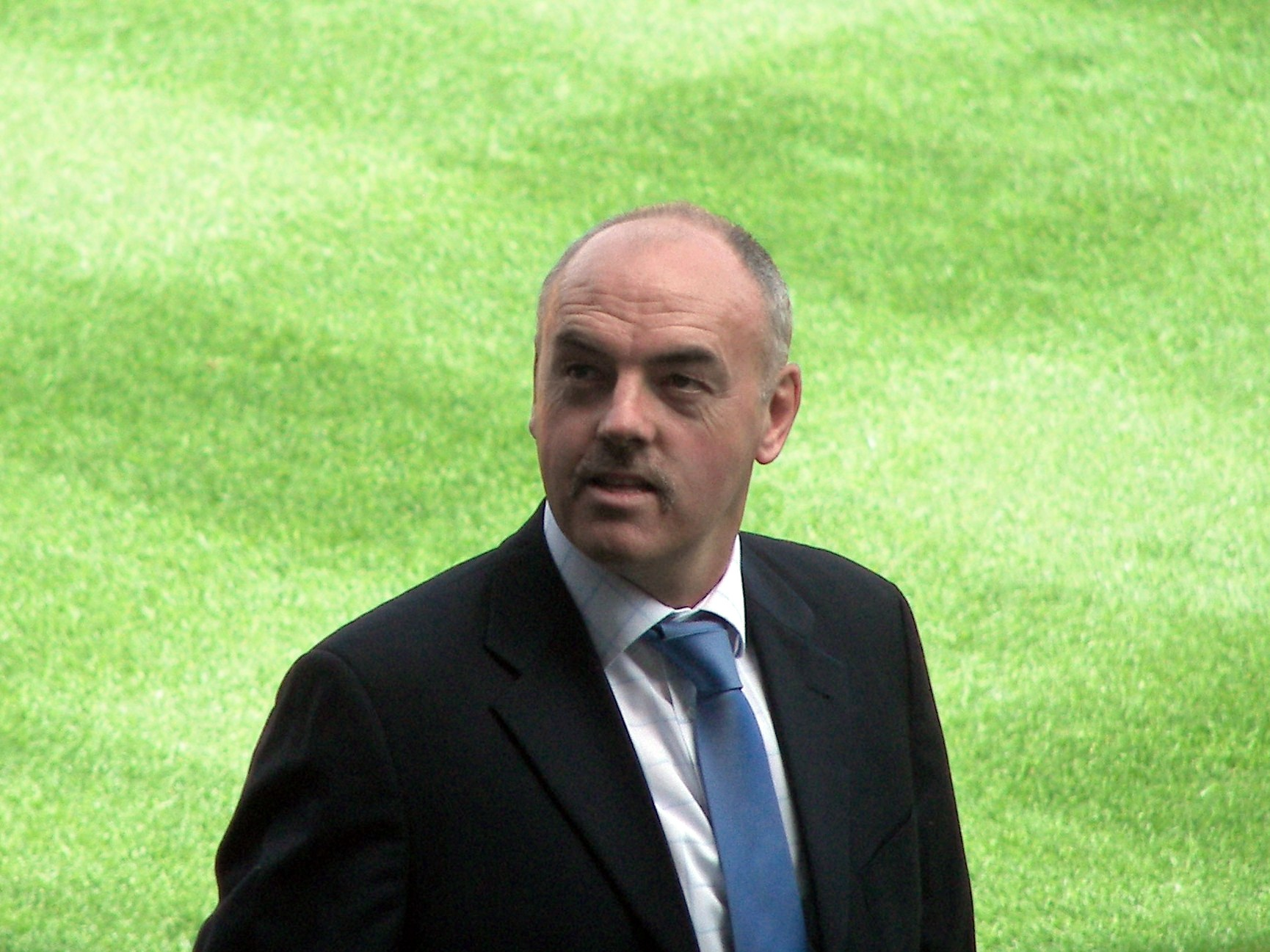
John Wark, unul din cei 4 membri fondatori ai Ipswich Town FC Hall of Fame. A jucat pentru club 17 ani (1975–1996 cu întreruperi; între anii 1984–1988 a jucat pentru Liverpool F.C. și între 1990–1991 pentru Middlesbrough F.C.) și a fost căpitanul clubului între anii 1988–1990. A jucat pentru Ipswich 678 meciuri și a înscris 190 de goluri, din postura de mijlocaș defensiv.

| Nr. |  | Poziție | Jucător |
| --- |  | ------- | ------- |

## Jucători notabili
Din 5 decembrie 2009.
Această secțiune conține doar jucători care au fost căpitanii clubului.
| - Tommy Parker - Harry Baird - Basil Acres - Reg Pickett - Andy Nelson - John Compton - Mick Mills - Brian Talbot - Paul Mariner - Terry Butcher - Ian Cranson - David Linighan - Steve Sedgley | - Jimmy McLuckie - Billy Baxter - John Wark (imagine) - Harry Baird - Jim Feeney - Jim Magilton - Doug Rees - Cyril Lea - Geraint Williams - Matt Holland - Alex Bruce (actualul căpitan) |

## Antrenori
Actualizat la 11 ianuarie 2011. Numai antrenorii cu minimum 50 de meciuri profesioniste din competiții sunt numărate .
| Nume           | Nat               | De la             | La                | Record | Record | Record | Record | Record | Record | Record |
| Nume           | Nat               | De la             | La                | M      | V      | E      | Î      | Gm     | Gp     | %V     |
| -------------- | ----------------- | ----------------- | ----------------- | ------ | ------ | ------ | ------ | ------ | ------ | ------ |
| Scott Duncan   | Scoția            | 12 noiembrie 1937 | 7 august 1955     | 505    | 205    | 113    | 187    | 796    | 778    | 40,6   |
| Alf Ramsey     | Anglia            | 8 august 1955     | 30 aprilie 1963   | 369    | 176    | 75     | 118    | 723    | 584    | 47,7   |
| Jackie Milburn | Anglia            | 1 mai 1963        | 8 septembrie 1964 | 56     | 11     | 12     | 33     | 75     | 146    | 19,6   |
| Bill McGarry   | Anglia            | 5 octombrie 1964  | 23 noiembrie 1968 | 196    | 80     | 62     | 54     | 323    | 272    | 40,8   |
| Bobby Robson   | Anglia            | 13 ianuarie 1969  | 18 august 1982    | 709    | 316    | 173    | 220    | 1.031  | 814    | 44,6   |
| Bobby Ferguson | Anglia            | 19 august 1982    | 17 mai 1987       | 258    | 97     | 61     | 100    | 335    | 323    | 37,6   |
| John Duncan    | Scoția            | 17 iunie 1987     | 5 mai 1990        | 161    | 73     | 29     | 59     | 237    | 214    | 45,3   |
| John Lyall     | Anglia            | 11 mai 1990       | 5 decembrie 1994  | 231    | 77     | 75     | 79     | 291    | 308    | 33,3   |
| George Burley  | Scoția            | 28 decembrie 1994 | 11 octombrie 2002 | 413    | 188    | 96     | 129    | 620    | 497    | 45,5   |
| Joe Royle      | Anglia            | 28 octombrie 2002 | 11 mai 2006       | 189    | 81     | 48     | 60     | 308    | 265    | 42,9   |
| Jim Magilton   | Irlanda de Nord   | 5 iunie 2006      | 22 aprilie 2009   | 143    | 55     | 39     | 49     | 198    | 174    | 38,5   |
| Roy Keane      | Republica Irlanda | 23 aprilie 2009   | 7 ianuarie 2011   | 81     | 28     | 25     | 28     | 98     | 106    | 34,6   |